# Metatrogus burmeisteri
Metatrogus burmeisteri är en skalbaggsart som beskrevs av Brenske 1892. Metatrogus burmeisteri ingår i släktet Metatrogus och familjen Melolonthidae. Inga underarter finns listade i Catalogue of Life.